# Entwine
Entwine (с англ. — «Сплетение») — финская рок-группа из Лахти, играющая готик-метал.

## История
Группа Entwine была основа в 1995 году гитаристом и вокалистом Томом Миккола, драммером Аксу Хантту и басистом Теппо Тайпале. Ранее группа исполнял музыку в стиле дэт-метал. С 1997 года они поменяли направление на готик-метал. На данный момент группа описывает свой жанр, как готик-рок.
Ритм-гитарист и вокалист Пану Вилльман пришёл в группу в 1997 году. В декабре того же года Entwine записали своё первое демо, получившее название «Divine Infinity». В феврале 1998 к составу группы присоединилась клавишница Риитта Хейкконен.
Дебютный альбом группы получивший название «Treasures Within Hearts» вышел в сентябре 1999 года. В апреле следующего года Вилльман и Тайпале покинули группу, последнего заменил Джони Миеттинен. Вокалист Мика Тауриаинен пришёл в группу месяцем позже.
Entwine выпустили следующий альбом «Gone» в апреле 2001 года уже в новом составе. Он получил награду «Альбом месяца» от немецкого журнала «Hammer», а песня «New Dawn» вошла в финском чарте синглов в ведущую десятку.
Яани Кяхкёнен присоединился к группе в качестве концертного сессионного гитариста в конце 2001 года, но вскоре стал постоянным членом Entwine. В начале 2002 года группа записала свой третий студийный альбом «Time of Despair», который был спродюсирован Ансси Киппо (Anssi Kippo). Entwine отправились в тур по Европе вместе Theatre of Tragedy и Ram-Zet в поддержку этого альбома.
В 2003 году Entwine записали свой четвёртый альбом «diEversity», который был выпущен в марте 2004 года. Этот альбом стал для группы своеобразным переходом к новому звучанию, они отказались от своих готических корней и взяли направление на тяжёлый рок. Вокал стал более мелодичным, чем в предыдущих альбомах. Первый сингл «Bitter Sweet» достиг третьей позиции в финском чарте, а сам альбом оказался на одиннадцатом месте в «Official Chart of Finland».
В августе 2005 года Entwine выпустили EP под названием «Silver», содержащий пять треков.
В следующем году, так же в августе, группа выпустила свой пятый альбом, получивший название «Fatal Design» и отправилась в тур с немецкой готик-рок группой Zeraphine.
8 декабря 2006 года клавишница Риитта Хейкконен объявила о своём уходе из группы, ссылаясь на личные причины.
В 2009 году группа выпустила свой шестой альбом — «Painstained», а годом позже анонсировала выход сборника «Rough n' Stripped», дата которого была назначена на 23 июня 2010 года.
В январе 2014 года группа объявила о начале работы над седьмым альбомом. 22 декабря 2014 года была завершена запись вокала. 12 мая 2015 года Entwine объявили, что они находятся в завершающей стадии сведения, миксирования и мастеринга альбома. 25 июня того же года группа объявила о том, что альбом готов на своей официальной странице в Facebook. Это был их первый коммерческий релиз за последние шесть лет. Альбом получил название «Chaotic Nation» и был выпущен 2 октября 2015 года.

## Состав

### Текущий состав
- Мика Тауриаинен (Mika Tauriainen) — вокал (с 2000)
- Том Миккола (Tom Mokkola) — гитара (с 1995)
- Яани Кяхкёнен (Jaani Kähkönen) — гитара (с 2001)
- Джони Миеттинен (Joni Miettinen) — бас (с 2000)
- Аксу Хантту (Aksu Hanttu) — ударные (с 1995)

### Бывшие участники
- Таппо Таипале — бас (1995-1999)
- Пану Вилльман — вокал, гитара (1997-1999)
- Риитта Хейкконен — клавишные (1997-2006)

## Дискография
- The Treasures Within Hearts (1999)
- Gone (2001)
- Time of Despair (2002)
- DiEversity (2004)
- Sliver (EP) (2005)
- Fatal Design (2006)
- Painstained (2009)
- Chaotic Nation (2015)